# قياس أباد (تشناران)
قياس‌ أباد (بالفارسية: قیاس‌آباد) هي قرية تقع في قسم رادكان الريفي (مقاطعة تشناران) في إيران. يقدر عدد سكانها بـ 1,190 نسمة .